# Щекутово
Щекутово — деревня в Московской области России. Входит в Павлово-Посадский городской округ. Население — 188 чел. (2010).

## География
Деревня Щекутово расположена в центральной части Павлово-Посадского района, примерно в 2 км к юго-востоку от города Павловский Посад. Высота над уровнем моря 132 м. В 2 км к северу от деревни протекает река Клязьма. Ближайший населённый пункт — деревня Улитино.

## История
В 1926 году деревня являлась центром Щекутовского сельсовета Теренинской волости Орехово-Зуевского уезда Московской губернии.
С 1929 года — населённый пункт в составе Павлово-Посадского района Орехово-Зуевского округа Московской области, с 1930-го, в связи с упразднением округа, — в составе Павлово-Посадского района Московской области.
До муниципальной реформы 2006 года Щекутово входило в состав Улитинского сельского округа Павлово-Посадского района.
В 2000-х гг. в деревне был сооружён часовенный столб.
С 2004 до 2017 гг. деревня входила в Улитинское сельское поселение Павлово-Посадского муниципального района.

## Население
В 1926 году в деревне проживало 664 человека (301 мужчина, 363 женщины), насчитывалось 119 хозяйств, из которых 108 было крестьянских. По переписи 2002 года — 222 человека (101 мужчина, 121 женщина).
| 1926 | 2002 | 2006 | 2010 |
| ---- | ---- | ---- | ---- |
| 664  | ↘222 | ↘207 | ↘188 |